# Fernando Romeo Lucas García
Fernando Romeo Lucas García, né le 4 juillet 1924 à San Juan Chamelco (Guatemala), et mort le 27 mai 2006 à Puerto La Cruz (Venezuela), est un militaire et homme d'État guatémaltèque, président du Guatemala de 1978 à 1982. 

## Biographie
Sorti officier de l'École polytechnique militaire en 1949, il accède à la tête de l'état-major de l'armée guatémaltèque (es) en 1975 avant de devenir ministre de la Défense nationale (en) la même année. Candidat à l'élection présidentielle de mars 1978 (en), il est élu par le Congrès et prend ses fonctions le 1er juillet suivant, succédant au général Laugerud.
En 1981, en pleine guerre civile guatémaltèque, il déclare une offensive générale (nom de code : Ceniza) contre les guérilleros du Parti guatémaltèque du travail, de l'Armée de guérilla des pauvres et de l'Organisation du peuple armé. Dans les faits, cette offensive générale se traduit par une vague de massacres sans précédent dans l'histoire contemporaine du pays ainsi que par la destruction de deux cent cinquante villages, soupçonnés de servir de bases aux insurgés. L'offensive provoque la mort de 20 000 personnes et le déplacement de plus d'un million d'autres. Certains des massacres commis au cours de l'offensive sont accompagnés d'usage à grande échelle de la torture : « Tous ces gens qui sont morts... Ils leur arrachent a langue, leu écrasent le nez, sortent les yeux des orbites. On les pend par les pieds, on les brûle... On trouve des femmes clouées au sol avec des machettes... ».
Le 23 mars 1982, il est renversé par un coup d'État militaire dirigé par le général Efraín Ríos Montt. 
Il s'exile en 1994 au Venezuela où, atteint de la maladie d'Alzheimer, il meurt en 2006. Une année avant sa mort, le Tribunal suprême de justice du Venezuela avait refusé de l'extrader en Espagne, où il était poursuivi pour torture et génocide à l'encontre du peuple maya.